# Подлужное (Ставропольский край)
Подлу́жное — село в Изобильненском районе (городском округе) Ставропольского края Российской Федерации.

## География
Расположено в 23 км от Изобильного. Располагается у подножья трёх гор: Белой, Лысой, Прерванки, по левобережью реки Чла. С юга и запада оно окружено лесами Долгеньким и Рыданчиком.
Расстояние до краевого центра: 26 км.
Расстояние до районного центра: 23 км.

## История
Село основано в 1839 году. Поначалу в юго-восточной части района возникало множество хуторов: Гончаров, Заруднев, Подлужный и др. — по именам их первых хозяев. Самым большим был хутор Подлужный, вокруг него объединились другие. Отличные природные условия способствовали развитию хлебопашества, огородничества, что привлекало сюда безземельных крестьян. Русским первопоселенцам часто приходилось отбивать набеги горцев. В дальнейшем жизнь протекала спокойно, крестьянские хозяйства развивались.
В 1920 году был образован исполнительный комитет Подлужненского сельского Совета депутатов трудящихся села Подлужное.
По состоянию на 1925 год хутор Подлужный входил в состав Московского сельсовета Московского района Ставропольского округа Северо-Кавказского края (с 1937 года — Орджоникидзевский край, с 1943 года — Ставропольский край):282—283. Согласно «Списку населённых мест Северо-Кавказского края» на 1925 год, хутор состоял из 393 дворов, в которых проживало 2010 человек (983 мужчины и 1027 женщин). В Подлужном имелись партийная организация, начальная школа, библиотека (изба-читальня), 9 мельниц, а также 2 колодца и пруд. На базар местные жители ездили в село Московское:282—283.
По данным переписи 1926 года по Северо-Кавказскому краю, село Подлужное было центром Подлуженского сельсовета (и единственным населённым пунктом в его составе); в нём числилось 418 хозяйств и 2170 жителей (1006 мужчин и 1164 женщины), из которых 2157 — русские:268.
После окончания гражданской войны в селе произошли перемены. Беднота стала организовываться в небольшие артели и ТОЗы. В 1929 году была проведена коллективизация, возникли первые небольшие колхозы. В 1933 году жители хуторов пострадали от голода, вслед за ним начались эпидемии тифа, жертвами которого стали сотни людей.
В 1939 году хутор Подлужный получил статус села.
Во время Великой Отечественной войны в армию были призваны 437 жителей, 174 из них не вернулись с войны. Многие были удостоены боевых наград: тремя орденами Красной Звезды, орденом Славы 3-й степени, медалью «За боевые заслуги» — А. М. Тищенко, двумя орденами Славы — И. А Толстиков, двумя орденами Красной звезды, боевыми медалями — И. П. Гончаров.
В послевоенные годы местные колхозы объединились в одно хозяйство, в 1954 г. на их базе в селе организовали совхоз «Подлужный», который в 1957 г. вошёл в совхоз «Московский».
В 1953 году был упразднён сельский совет, восстановленный в 1966 году.
В 80-е годы XX века были проложены шоссе с асфальтовым покрытием, построены газопровод, Дом быта, клуб, столовая, магазин, отделение связи, десятки жилых домов, благоустроена центральная площадь, открыт комплексный приёмный пункт.
Во время реформ 90-х годов XX века совхоз был реорганизован в КПД «Подлужный», в 1995 году им произведено 5,2 тыс. тонн зерна, 305 тонн подсолнечники, 39 тонн мяса, 32 тонны молока, 13 тонны шерсти. В дальнейшем на его основе были сформированы ООО «Новая заря» и «Инстек».
До 2017 года село было административным центром упразднённого Подлужненского сельсовета.

## Население
| 1925 | 1926  | 1989  | 2002  | 2010  | 2014  | 2021  |
| ---- | ----- | ----- | ----- | ----- | ----- | ----- |
| 2010 | ↗2170 | ↘1923 | ↗2288 | ↗2339 | ↘2300 | ↗2372 |

По данным переписи 2002 года, 82 % населения — русские.

## Образование
- Детский сад № 11.
- Детский сад № 37.
- Средняя общеобразовательная школа № 9.
- Санаторная школа-интернат № 21.

## Памятники
- Мемориальный комплекс «Вечный огонь»[17].

## Археология
В окрестностях Подлужного найдены следы половецкого стана XI века: уникальные изделия из кости, стекла, керамики, большие глиняные сосуды XIII века.